# Curt Christian Helm
Curt Christian Helm, auch Kurt Helm (* 5. November 1900 in Gnoien; † 14. Mai 1936 zwischen Schwerin und Ludwigslust) war ein deutscher Rechtsanwalt und Politiker der NSDAP.

## Leben
Helm besuchte an seinem Heimatort die Volksschule und das Gymnasium Große Stadtschule Rostock. 1917 wurde er als Soldat Teilnehmer des Ersten Weltkriegs und am 10. Oktober 1918 zum Fahnenjunker ernannt. Im August 1919 wurde Helm aus dem Militärdienst entlassen. Er studierte Rechtswissenschaften an den Universitäten in Rostock, Freiburg/Br., Berlin und München. In Rostock wurde er 1922 Mitglied des Corps Vandalia. Am 17. April 1923 legte er das Erste juristische Staatsexamen ab und begann den juristischen Vorbereitungsdienst in Gnoien und Rostock, wo er am 5. Juli 1927 das Zweite juristische Staatsexamen ablegte und im Januar 1928 als Rechtsanwalt und Notar zugelassen wurde. Helm trat zum 1. Dezember 1931 der NSDAP bei (Mitgliedsnummer 851.171) und wurde im Zuge der Gleichschaltung am 31. Mai 1933 lübeckischer Staatsrat und Leiter des Presseamts der Präsidialverwaltung. Im Februar 1934 wurde Helm Leiter der Abteilung II des Lübecker Senats, der Finanz- und Wirtschaftsverwaltung unter Senator Friedrich Völtzer. Vom 3. August 1933 bis zum 14. Februar 1934 war er neben Herbert Dullien stellvertretender Bevollmächtigter der freien und Hansestadt Lübeck beim Reichsrat. Er verstarb bei einem Verkehrsunfall in Mecklenburg und erhielt einen Staatsakt in der Lübecker Marienkirche als Trauerfeier.
Helm war nebenberuflich Vorsitzender des Verwaltungsrats der Wirtschaftlichen Vereinigung der Roggen- und Weizenmühlen in Berlin. Die Nationalsozialisten in Lübeck benannten den Glashüttenweg und die Straße An der Hafenbahn nach ihm als Curt-Helm-Straße; mit diesen wurden große, 1934 bis 1936 im Stadtbezirk Karlshof errichtete Rüstungsbetriebe, unter anderen die Berlin-Lübecker Maschinenfabriken Bernhard Berghaus, verkehrlich erschlossen. Die Namensgebung wurde nach dem Zweiten Weltkrieg rückgängig gemacht.